# Octonoba lanyuensis
Espèce
Octonoba lanyuensis est une espèce d'araignées aranéomorphes de la famille des Uloboridae.

## Distribution
Cette espèce est endémique de Taïwan.

## Étymologie
Son nom d'espèce, composé de lanyu et du suffixe latin -ensis, « qui vit dans, qui habite », lui a été donné en référence au lieu de sa découverte, Lanyu.

## Publication originale
- Yoshida, 2012 : The spider family Uloboridae (Arachnida: Araneae) from Taiwan. Bulletin of the Yamagata Prefectural Museum, vol. 30, p. 29-36.